# Baha al-Din al-Amili
Baha al-Din al-Amili (àrab: بهاء الدين محمد بن حسين العاملي)  (Baalbek, 16 de febrer de 1547 - Esfahan, 1 de setembre de 1621) va ser un teòleg, jurista, matemàtic, arquitecte, filòsof, ocultista i poeta dels segles XVI-XVII nascut a l'actual Líban.

## Vida i obra
Tot i haver nascut a Baalbeck, Imperi Otomà (actualment al Líban), el seu pare es va haver d'exiliar fugint de la persecució otomana dels xiites i és segur que el 1558 ja eren a Qazvin (capital de l'Imperi Safàvida) (actualment Iran), perquè allà va néixer el seu germà petit. Durant la seva joventut es va bellugar per diverses ciutats de l'actual Iran, mentre el seu pare era el Xeic al-Islam de la capital, Qazvin.
El 1576, durant el regant del Xa Ismaïl II de Pèrsia va ser nomenat Xeic al-Islam d'Esfahan, càrrec que ja havia tingut el seu sogre. Es suposa que, els anys 11583 i 1584 va fer el seu pelegrinatge a La Meca. Els seus anys més brilants van se a partir de 1588, quan va obtenir el patrocini del nou Xa Abbas I el Gran.
El 1606 va renunciar al seu càrrec de Xeic al-Islam d'Esfahan degut, al menys en part, a les acusacions de connexió amb el sufisme.
Un dels seus deixebles més coneguts va ser el teòleg Molla Sadra (1571-1641).
Entre les seves obres literàries es compten el Mikhlat, el Kashkul (que és una gran antologia de texts de diferents matèries) i al-Kamil.
Entre les seves obres religioses es compten dues exegesis del'Alcorà.
La seva obra científica més influent va ser un tractat titulat Quintaessencia dels càlculs, en la qual posava a l'abast del gran públic molts dels algorismes que havien estat desenvolupats pels seus predecessors com Al-Kaixí.
També va ser l'arquitecte de la mesquita del xeic Lotf Allah i de la mesquita de l'Imam Khomeini.